# Spiculogloea minuta
Spiculogloea minuta är en svampart som beskrevs av P. Roberts 1997. Spiculogloea minuta ingår i släktet Spiculogloea, ordningen Spiculogloeales, klassen Agaricostilbomycetes, divisionen basidiesvampar och riket svampar.   Inga underarter finns listade i Catalogue of Life.